# Sanne Koolen
Sanne Koolen (* 23. März 1996 in Nijmegen) ist eine niederländische Hockeyspielerin. Sie gewann 2021 und 2024 die olympische Goldmedaille, war Weltmeisterin 2018 und 2022 sowie Europameisterin 2019, 2021 und 2023.

## Leben
Die Verteidigerin debütierte 2017 in der Nationalmannschaft. Sie bestritt 120 Länderspiele, in denen sie ein Tor erzielte.(Stand 9. August 2024) Zuvor war sie 2017 Junioreneuropameisterin geworden.
2018 fand die Weltmeisterschaft in London statt. Die Niederländerinnen gewannen ihre Vorrundengruppe und bezwangen im Viertelfinale die Engländerinnen. Nach einem Halbfinalsieg im Siebenmeterschießen gegen Australien trafen die Niederländerinnen im Finale auf die irische Mannschaft. Die Niederländerinnen gewannen das Finale mit 6:0. 2019 verteidigten die Niederländerinnen ihren Europameistertitel bei der Europameisterschaft in Antwerpen. Auch bei der Europameisterschaft 2021 in Amstelveen siegten die Niederländerinnen im Finale gegen die deutsche Mannschaft. Bei den Olympischen Spielen in Tokio gewannen die Niederländerinnen alle acht Spiele, im Finale bezwangen sie die Argentinierinnen mit 3:1.
Ein Jahr später bei der Weltmeisterschaft 2022 war Koolen in allen sechs Spielen dabei. Im Halbfinale gewann die Mannschaft mit 1:0 gegen die Australierinnen. Im Finale siegten die Niederländerinnen mit 3:1 gegen Argentinien. 2023 gewannen die Niederländerinnen bei der Europameisterschaft in Mönchengladbach im Halbfinale mit 7:0 gegen die Engländerinnen und im Finale 3:1 gegen die Belgierinnen. Im August 2024 bei den Olympischen Spielen in Paris besiegten die Niederländerinnen im Viertelfinale die Britinnen mit 3:1. Nach einem 3:0-Sieg im Halbfinale gegen die Argentinierinnen gewannen die Niederländerinnen im Endspiel gegen die Chinesinnen im Shootout, nachdem es am Ende der regulären Spielzeit 1:1 gestanden hatte. Koolen war in allen acht Spielen dabei.
Sanne Koolen begann in Nijmegen bei RKHV Union, seit 2011 spielt sie bei HC ’s-Hertogenbosch. Mit diesem Verein war sie mehrfach niederländischer Meister.